# Pecmatit

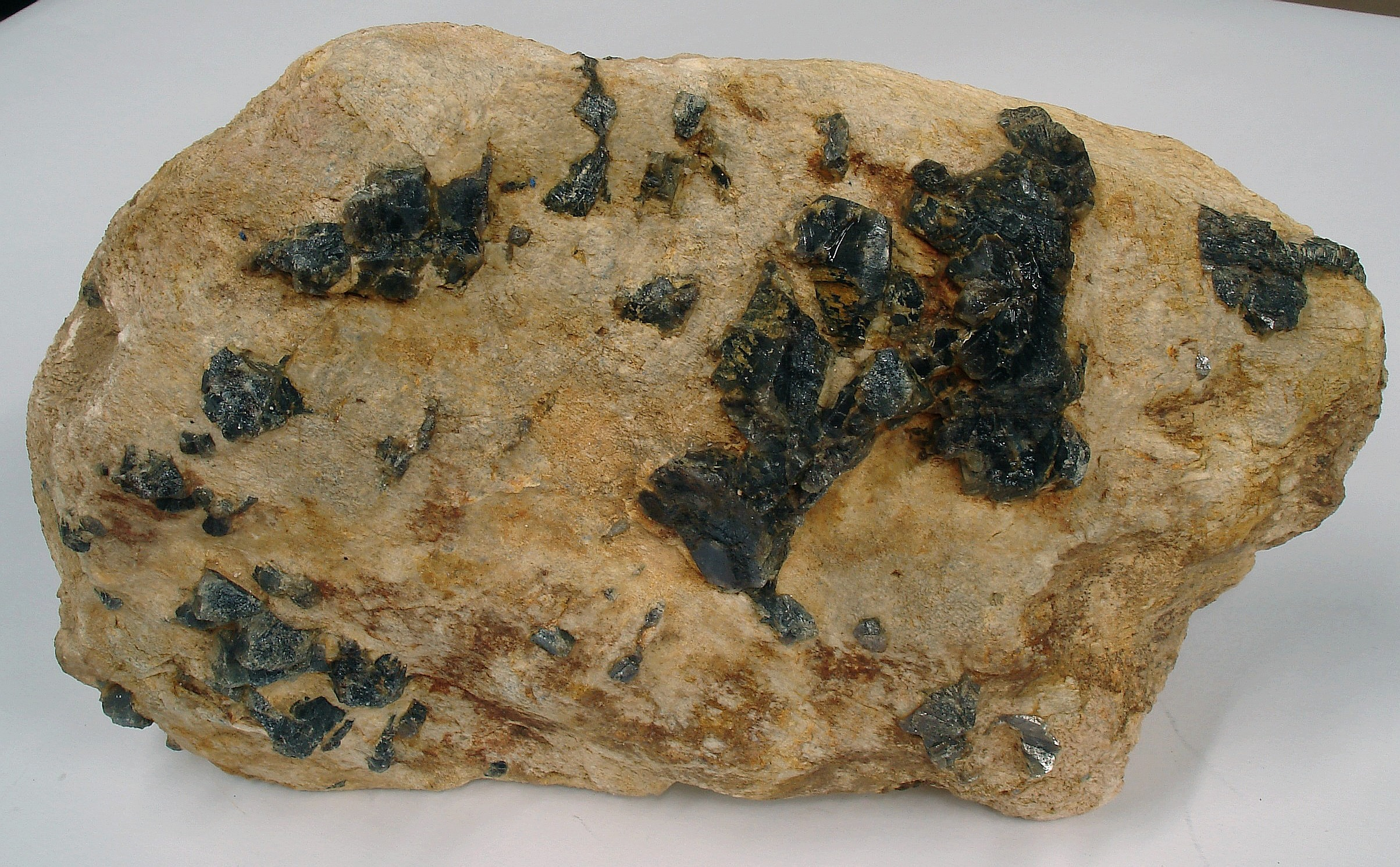
Pecmatit chứa các tinh thể corundum màu xanh

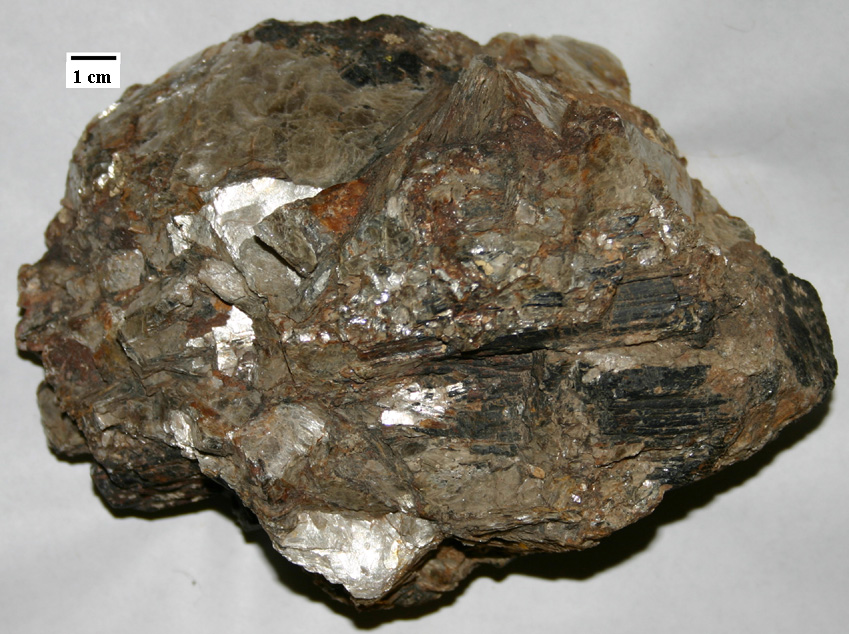
Pecmatit chứa lepidolit, tourmalin, và thạch anh ở mỏ White Elephant, Black Hills, Nam Dakota.

Pecmatit (tiếng Anh pegmatite) là đá mácma xâm nhập có hạt rất thô bao gồm các hạt khoáng vật cài vào nhau thường có đường kính lớn hơn 2,5 cm.
Hầu hết các đá pecmatit chứa thạch anh, fenspat và mica, giống như granit. Các đá pecmatic có thành phần trung gian và mafic còn chứa amphibol, fenspat plagiocla-Ca, pyroxen và các khoáng vật khác ở dạng đới kết tinh đi cùng với các đá xâm nhập phân lớp.
Kích thước tinh thể là đặc điểm nổi bật nhất trong pecmatit, các tinh thể thường lớn hơn 50 mm. Tuy nhiên, cũng có các tinh thể riêng lẻ lớn hơn 10 m, và tinh thể lớn nhất thế giới được tìm thấy trong pecmatic.
Fenspat trong pecmatit có thể thể hiện tính song tinh hòa hảo, phân lớp quá bão hòa, và khi bị ảnh hưởng bởi sự kết tinh có nước, giống kiến trúc than chì ở tỷ lệ lớn có tinh thể fenspat và thạch anh mọc xen lẫn nhau. Fenspat perthit trong pecmatit thường thể kiện kiến trúc perthit lớn có thể thấy bằng mắt thường.